# 곽금초등학교
곽금초등학교는 대한민국 제주특별자치도 제주시 애월읍 곽지리에 있는 공립 초등학교이다.

## 학교 연혁
- 1946년 12월 17일 곽금공립국민학교 개교(설립인가 9월 1일)
- 1987년 12월 25일 교문 조경 사업 추진
- 1990년 6월 12일 컴퓨터 교실 개관
- 1993년 2월 8일 급식실 신축
- 1995년 2월 10일 다목적실 신축
- 1996년 3월 1일 곽금초등학교로 개명
- 1999년 11월 30일 야외 급수대 시설 및 야외 학습장 시설
- 2000년 6월 12일 야외 교실 및 다목적실 화장실 증축
- 2000년 9월 25일 후문 통학로 및 자연석 조경
- 2006년 7월 25일 운동장 배수로 정비 및 잔디 구장 조성
- 2006년 12월 16일 학교 도서관 개관
- 2006년 12월 26일 컴퓨터실(어학실) 환경 개선 사업
- 2007년 10월 9일 과학실 현대화 사업
- 2008년 2월 12일 다목적실 증축 사업 및 마루공사
- 2008년 8월 31일 2층 증축공사(어학실 및 관리실, 265m2)
- 2013년 2월 28일 학교도서관 리모델링 완성(제주경마장 지원)
- 2013년 9월 1일 씨름장 완공
- 2014년 11월 28일 화장실 증축
- 2015년 12월 3일 2층 2개 교실 증축
- 2016년 2월 5일 제66회 졸업 13명(총 2,876명)
- 2016년 3월 1일 제25대 강상임 교장 부임
- 2017년 2월 10일 제67회 졸업 17명(총 2,893명)
- 2017년 3월 1일 도지정 평화인권 시범학교 지정
- 2017년 6월 30일 태양광 발전 장치 설치
- 2017년 9월 4일 학생용 책걸상 교체
- 2017년 9월 22일 외벽 울타리 벽화 조성 및 학교조형물 설치(정문)
- 2017년 11월 20일 후문 안내판 제작 및 정비
- 2018년 1월 30일 제68회 졸업 14명(총 2,907명)
- 2019년 1월 25일 제69회 졸업 24명(총 2,931명)
- 2019년 2월 21일 울타리 정비 및 급식실 준공
- 2019년 3월 1일 제26대 강학윤 교장 부임

## 참고 자료
- 곽금초등학교 - 한국교육학술정보원 학교알리미